# Сибстальконструкция
Сибстальконструкция — объединение предприятий, основанное в 1949 году. Занимается проектированием, изготовлением и монтажом железобетонных и металлических конструкций.

## История
В ноябре 1949 года было создано специализированное предприятие для проектирования, изготовления и монтажа железобетонных и металлических конструкций.
До приватизации объединение называлось союзным трестом «Сибстальконструкция» Минмонтажспецстроя СССР.

## Деятельность
Сибстальконструкция занимается проектированием, изготовлением и монтажными работами, обследованием металлоконструкций сооружений, грузоподъёмных устройств. Строит промышленные и гражданские объекты: телецентры, ЛЭП, ТЭЦ, антенно-мачтовые сооружения, заводы стройматериалов, предприятия нефтепереработки, химии, чёрной и цветной металлургии, газгольдеры, резервуары, вытяжные трубы (до 180 м) и т. д.
В Новосибирске и Новосибирской области Сибстальконструкция возводила Телецентр, систему «Орбита», Башню «Алтай», электродный завод (Линёво), Искитимский цементный завод, заводы стройматериалов в Горном и Дорогине, завод ячеистого бетона «Сибит», Новосибирский металлургический завод имени Кузьмина, Новосибирский хлопчатобумажный завод, приборостроительный завод, авиационный завод имени Чкалова, новые цеха стрелочного завода, свинокомплекс, завод пластмасс, ЗЖБИ-1, ЗКПД-6, цеха предприятий Тяжстанкогидропресс, Сибэлектротяжмаш, Сибтекстильмаш, Сибсельмаш, очистные сооружения, объекты ТЭЦ-2, ТЭЦ-4 и ТЭЦ-5, крытые рынки, несущие вантовые конструкции театра «Глобус» и цирка. Были построены здания АТС и проектных институтов (Гипрошахт, Гражданпроект, Промстройпроект), здание проектных институтов на площади Калинина, сооружена наземная часть галереи Новосибирского метромоста.
В Новосибирске были внедрены такие технологии как способ подравнивания на каркасе вытяжной трубы на Электродном заводе, конвейерный метод блочной сборки для покрытия на Хлопчатобумажном комбинате, крупноблочная сборка конструкций.

## Предприятия
В состав Сибстальконструкции включены 15 предприятий Новосибирской, Томской, Кемеровской, Омской областей и Алтайского края

## Руководители
Первым управляющим был П. Я. Ткаченко (1949—1951), потом — Д. А. Кочетов, С. А. Беляев, В. Ф. Зинин, А. А. Пятенок, А. А. Балашов и Ю. А. Васильев (с 1988).